# Svidd neger
Svidd neger je originalni soundtrack album norveškog sastava Ulver. Diskografska kuća Jester Records objavila ga je 15. rujna 2003. godine.

## O albumu
Soundtrack su naručili Filmfalken AS. iz Osla i Norsk Film iz Bæruma u Norveškoj. Snimljen je između rujna 2002. i travnja 2003. Glazba je detaljnija od apstraktnog minimalizma na Lyckantropen Themes.
Svidd neger je Ulverov prvi soundtrack album za cjelovečernji igrani film, kontroverzni norveški film Svidd neger.
Pjesme su bujne i guste, općenito ležerne, ali zlokobne, na trenutke više muzikalne i orkestralne, dok su drugi elementi minimalističkiji i atmosferičniji.

## Popis pjesama
| 1.    | »Preface«             | 1:42 |
| 2.    | »Ante Andante«        | 0:53 |
| 3.    | »Comedown«            | 2:19 |
| 4.    | »Surface«             | 3:17 |
| 5.    | »Somnam«              | 2:41 |
| 6.    | »Wild Cat«            | 2:32 |
| 7.    | »Rock Massif Pt. I«   | 1:41 |
| 8.    | »Rock Massif Pt. II«  | 2:05 |
| 9.    | »Poltermagda«         | 0:28 |
| 10.   | »Mummy«               | 1:02 |
| 11.   | »Burn the Bitch«      | 0:52 |
| 12.   | »Sick Soliloquy«      | 0:21 |
| 13.   | »Waltz of King Karl«  | 3:17 |
| 14.   | »Sadface«             | 2:43 |
| 15.   | »Fuck Fast«           | 0:20 |
| 16.   | »Wheel of Conclusion« | 6:26 |
| 32:29 |                       |      |

## Recenzije
Pišući za SputnikMusic, Tyler Munro ocijenio je soundtrack 4,5/5, komentirajući: “Vrlo malo albuma stvara se kao iskustvo. Napravljen kao soundtrack za istoimeni norveški film, Svidd Neger u konačnici nije ništa više od toga. Film je ispunjen rasnim epitetima, ubojstvima sjekirom, alkoholiziranim Božjim slugama i nekim hardcore poljoprivrednim akcijama, prilično je iznenađujuće reći da je soundtrack apsolutno prekrasan.”
John Chedsey s web-stranice Satan Stole My Teddybear komentira: “Ulver odbacuje stalni osjećaj tjeskobe Perdition Cityja za iskustvo koje je daleko subliminalnije i primamljivije. CD je ogoljena i minimalizirana stvar koja naglašava raspoloženje i atmosferu glazbe u odnosu na bilo koju vrstu glazbene glazbe temeljene na pjesmi. Glazba je često vrlo kontemplativna i gleda unutra. Album nije baš u skladu s noir slikom Perdition Cityja ili čudnošću A Quick Fix of Melancholy, ali cjelokupni dojam albuma još uvijek temeljito identificira glazbu kao Ulverovu.”

## Zasluge
| Ulver - Kristoffer Rygg - Tore Ylwizaker - Jørn H. Sværen | Ostalo osoblje - Trine Paulsen – naslovnica - Ingar Hunskaar – mastering - Kim Sølve – naslovnica |